# علي أغا
علي أغا (بالكردية: عەلی ئاغا)‏ هو سياسي عراقي كردي، شغل عضوية مجلس النواب العراقي بدورته الثانية عشر عن لواء أربيل للفترة 21 حزيران 1948 ـ 30 حزيران 1952.